# Януш Томаш Святополк-Четвертинський
Януш Томаш Святополк-Четвертинський (*1743 — 15 вересня 1813) — державний та військовий діяч періоду остаточного занепаду Речі Посполитої, поет.

## Життєпис
Походив зі спольщеного українського князівського роду Святополк-Четвертинських зі Нової Четвертні гербу Погоня Руська. Син Феліціана Стефана Святополк-Четвертинського, старости дуніжевського, та Катерини Маріанни Єловицької. Народився 1743 року. Здобув гарну освіту. Після смерті батька 1756 року розділив з братами родинні маєтки.
1765 року разом з братом Антонієм Яном призначається королівським шамбеляном (на кшталт камергера) Станіслава II Августа. 1767 року стає підкоморієм королівським. 1768 року стає полковником (очільником військ) Звенигородського повіту барського конфедерації.
1770 року в Комаргороді фундував костел і кляштор францисканського ордену. 1777 року нагороджено орденом Святого Станіслава. 1785 року призначено каштеляном чернігівським (номінально, оскільки Чернігів не входив до Речі Посполитої), що дозволило стати членом Сенату. 1788 року стає членом Чотирирічного сейму. 1789 року отримав орден Білого Орла.
Після 1792 року Януш Томаш Святополк-Четвертинський відійшов від державних справ. Помер 1813 року.

## Творчість
Автор поеми на прибуття короля Станислава II Августа до Брацлаву та скорбного вірша на страту французького короля Людовика XVI.

## Родина
Дружина — Яна, донька Дмитра Александра Яблоновського, старости ковельського.
Діти:
- Юзеф (д/н — після 1791) камергер королевський
- Людовик (1775—1844)
- Дмитро (1777—1859)